# Jörg Noller
Jörg Noller (* 26. März 1984 in Stuttgart) ist ein deutscher Privatdozent für Philosophie an der Ludwig-Maximilians-Universität München.

## Leben
Noller studierte Philosophie, Literaturwissenschaft, Geschichtswissenschaft und evangelische Theologie an den Universitäten Tübingen und München. Er verbrachte Forschungsaufenthalte an den Universitäten Notre Dame, Chicago und Pittsburgh. 2012 wurde er wissenschaftlicher Mitarbeiter und Redakteur des Philosophischen Jahrbuchs am Lehrstuhl I für Philosophie der Ludwig-Maximilians-Universität München (Thomas Buchheim). 2014 promovierte er mit einer Studie zum Problem individueller Freiheit im Ausgang von Immanuel Kant. 2021 habilitierte er sich mit einer Studie über „Personale Lebensformen: Identität – Einheit – Würde“ an der Ludwig-Maximilians-Universität München, wo er seit dem Wintersemester 2021/22 Privatdozent ist. Von 2021 bis 2022 war er wissenschaftlicher Mitarbeiter am Leibniz-Institut für Wissensmedien in Tübingen. Von 2022 bis 2025 vertrat er die Lehrstühle für Praktische Philosophie und Ethik an den Universitäten Konstanz und Augsburg. Von 2023 bis 2024 war er Forschungsstipendiat an der Universität Leipzig.
Seit 2018 ist er Mitherausgeber der Reihe Geist und Geisteswissenschaft im Alber-Verlag und seit 2019 Mitherausgeber der Reihe Perspektiven der Hochschuldidaktik. Seit 2020 gibt er die Reihe Digitalitätsforschung / Digitality Research heraus, seit 2023 die Reihe Philosophia Digitalis. Seit 2023 ist er Mitherausgeber der Zeitschrift Philosophy & Digitality.
Noller ist Leiter der wissenschaftlichen DFG-Netzwerke „Ontologies of Personal Identity“, „Praktische Philosophie im Ausgang von Kant (1785–1800)“ und „Philosophie der Digitalität“. Er ist Mitbegründer der Arbeitsgemeinschaft „Philosophische Digitalitätsforschung“ der Deutschen Gesellschaft für Philosophie und Mitglied des wissenschaftlichen Beirats des Philosophischen Jahrbuchs.

## Schwerpunkte
Jörg Noller forscht zu Theorien der Person, der Freiheit, der Natur, des Unmoralischen, zur Ethik der Digitalität sowie zur praktischen Philosophie im Ausgang von Kant. Didaktisch setzt er sich durch die Einbeziehung von neuen Medien wie Apps, Blogs und Youtube-Livestreams für die Verbindung von traditioneller und digitaler Lehre an der Universität ein.

## Veröffentlichungen
Monographien und Aufsätze (Auswahl)
- Extended human agency: towards a teleological account of AI. Humanities and Social Sciences Communications volume 11, Article number: 1338 (2024).[26]
- The Fate of Choice: Freedom and Imputability in Kant and His Early Successors. Berlin: Brill 2024.
- Was ist digitale Aufklärung? Mit Kant zur medialen Mündigkeit. Freiburg: Herder 2024.
- Ethik des Anthropozäns. Überlegungen zur dritten Natur. Basel: Schwabe 2023.
- Personale Lebensformen. Identität – Einheit – Würde. Paderborn: Mentis 2022.
- Digitalität. Zur Philosophie der digitalen Lebenswelt. Basel: Schwabe 2022.
- Theorien des Bösen zur Einführung. Hamburg: Junius 2017; 2. Auflage 2018; 3. Auflage 2025.

Editionen
- mit John Walsh: Kant's Early Critics on Freedom of the Will. Cambridge: Cambridge University Press 2022.
- mit Silvan Imhof: Kants Freiheitsbegriff (1786–1800). Dokumentation einer Debatte. Hamburg: Meiner 2021.

Herausgeberschaft (Auswahl)
- mit Sybille Krämer: Was ist digitale Philosophie? Phänomene, Formen und Methoden. Paderborn: Mentis 2024.
- Freiheit – Moral – Politik. Praktische Philosophie nach Kant. Hamburg: Meiner 2024.
- mit Burkhard Nonnenmacher: Die protestantische Theologie des 20. Jahrhunderts und der Deutsche Idealismus. Tübingen: Mohr Siebeck 2023.
- mit Luciano Floridi: The Green and the Blue: Digital Politics in Philosophical Discussion. Baden-Baden: Alber 2022.[27]
- The Unity of a Person: Philosophical Perspectives. London: Routledge 2021.
- mit Uta Hauck-Thum: Was ist Digitalität? Philosophische und pädagogische Perspektiven. Stuttgart: Metzler 2021.
- mit Manja Kisner: The Concept of Will in Classical German Philosophy. Between Ethics, Politics, and Metaphysics. Berlin/Boston: De Gruyter 2020.
- Über das Böse. Interdisziplinäre Perspektiven. Freiburg/München: Alber 2020.
- mit Georg Sans: Luther und Erasmus über Freiheit. Rezeption und Relevanz eines gelehrten Streits. Freiburg/München: Alber 2020.
- Was sind und wie existieren Personen? Probleme und Perspektiven der gegenwärtigen Forschung. Münster: Mentis 2019.
- mit Thomas Zwenger: Die Aktualität des Geistes. Klassische Positionen nach Kant und ihre Relevanz in der Moderne. Freiburg/München: Alber 2018.

## Nachweise
1. 1 2  Jörg Noller: CV. November 2023, abgerufen am 24. November 2023.
2. ↑  Jörg Noller - Fakultät für Philosophie, Wissenschaftstheorie und Religionswissenschaft - LMU München. Abgerufen am 7. Januar 2022.
3. ↑  Philosophisches Jahrbuch der Görres-Gesellschaft. Abgerufen am 16. Juli 2019.
4. ↑  2015 erschienen unter dem Titel „Die Bestimmung des Willens: Zum Problem individueller Freiheit im Ausgang von Kant“ in der Reihe „Symposion“ des Alber-Verlags.
5. ↑  Die Bestimmung des Willens: Zum Problem individueller Freiheit im Ausgang von Kant. Abgerufen am 16. Juli 2019.
6. ↑  Jörg U. Noller: Oliver Sensen: Review of Jörg Noller, „Die Bestimmung des Willens: Zum Problem individueller Freiheit im Ausgang von Kant“ (2,2015). (academia.edu [abgerufen am 17. Juli 2019]).
7. ↑  Mitarbeiterseite IWM Tübingen. Abgerufen am 16. Mai 2022.
8. ↑  Mitarbeiterseite Universität Leipzig. Abgerufen am 2. September 2023.
9. ↑  Geist und Geisteswissenschaft | Herder.de. Abgerufen am 16. Juli 2019.
10. ↑  Perspektiven der Hochschuldidaktik. (springer.com [abgerufen am 16. Juli 2019]).
11. ↑  Digitalitätsforschung. (springer.com [abgerufen am 4. Januar 2021]).
12. ↑  Philosophia Digitalis. (brill.com [abgerufen am 23. August 2023]).
13. ↑  Zeitschrift Philosophy & Digitality. Abgerufen am 6. Mai 2023.
14. ↑  Jörg Noller: Homepage des DFG-Netzwerks „Ontologies of Personal Identity“. Abgerufen am 7. August 2019.
15. ↑  Jörg Noller: Homepage des DFG-Netzwerks „Praktische Philosophie im Ausgang von Kant“. Abgerufen am 7. August 2019.
16. ↑  Jörg Noller: Homepage des DFG-Netzwerks „Philosophie der Digitalität“. Abgerufen am 3. April 2024.
17. ↑  https://dgphil.de/index.php?id=253
18. ↑  BR-Interview: Neid - Warum du und nicht ich? Abgerufen am 15. Februar 2023.
19. ↑  ORF Philosophisches Forum: Die aufgeregte Gesellschaft - Wo bleibt die Vernunft. Abgerufen am 10. Oktober 2024.
20. ↑  Jörg Noller - Forschungsthesen. Abgerufen am 19. August 2021.
21. ↑  Was ist Digitalität? - LMU München. Abgerufen am 16. Juli 2019.
22. ↑  PhiloCast - der philosophische Kanal. Abgerufen am 16. Juli 2019 (deutsch).
23. ↑  PhiloCast. Abgerufen am 16. Juli 2019.
24. ↑  Philocast – Apps bei Google Play. Abgerufen am 17. Juli 2019.
25. ↑  Radio-Interview bei 94.5. Abgerufen am 21. Oktober 2019.
26. ↑  Open Access-Publikation. Abgerufen am 10. Oktober 2024.
27. ↑  Open Access-Publikation im Nomos-Verlag. Abgerufen am 15. Februar 2022.

| Personendaten    | Personendaten       |
| ---------------- | ------------------- |
| NAME             | Noller, Jörg        |
| KURZBESCHREIBUNG | deutscher Philosoph |
| GEBURTSDATUM     | 26. März 1984       |
| GEBURTSORT       | Stuttgart           |